# Deschampsia antarctica
Deschampsia antarctica és una espècie de planta poàcia i és una de les dues úniques plantes amb flors que existeixen actualment a l'Antàrtida, l'altra és la cariofil·làcia Colobanthus quitensis.
Principalment es troba a les Illes Orkney del Sud, les Illes Shetland del Sud i al llarg de la part oest de la Península Antàrtica. Pel recent escalfament global s'ha incrementat la germinació d'aquesta espècie i el nombre de les seves plàntules a més d'estendre's la seva distribució més cap al sud. Els informes indiquen que s'ha incrementat 25 vegades el nombre d'aquestres plantes. Aquesta espècie es troba al sud dels 56 graus de latitud sud.